# Juan Zenevisi
Juan Zenevisi o Sarbissa (en albanés: Gjin Zenebishi; italiano: Giovanni Sarbissa; fallecido en 1418) fue un magnate albanés que poseía territorios en Epiro, como Argirókastro (Gjirokastra) y Vagenetia (Tesprotia).

## Nombre
Zenevisi puede encontrarse con diferentes grafías en documentos históricos. Su nombre en español moderno es por lo general Juan Zenevisi o Juan Sarbissa. En italiano, su nombre fue escrito como Giovanni Sarbissa. En albanés, su nombre está escrito mayormente como Gjin Zenebishi (con menor frecuencia como Zenebishti).

## Vida
La familia Zenevisi era de la región de Zagoria, entre Përmet y Argirókastro (Gjirokastra). 
En 1381 y 1384, los señores católicos de Arta pidieron a las tropas otomanas protección contra el clan albanés invasor de los Zenevisi; los otomanos derrotaron a los invasores y restauraron el orden en Epiro. Zenevisi se sometió a los otomanos después de su victoria contra Balša II en la batalla de Savra en 1385, y les dio a su hijo como rehén para que fuera enviado a Edirne a la corte del sultán (este hijo llegó a ser conocido como Hamza, un funcionario otomano).  Poco después de su sumisión, Zenevisi se sublevó, ocupó la fortaleza de Argirókastro, animado sin duda por el ataque a Ioánina por los albaneses de Acarnania. En 1386 se nombró a sí mismo con el título bizantino de sebastocrátor.
Zenevisi se casó con Irene, la hija de Juan Espata, déspota de Arta, y por lo tanto se convirtió en el yerno de Espata y cuñado de la esposa de Esaú Buondelmonti, déspota de Epiro. En 1399 Esaú, con el apoyo de algunos clanes albaneses, marchó contra Juan Zenevisi. Esaú fue derrotado y capturado, y gran parte de su territorio fue ocupado por Zenevisi. Los magnates vecinos acordaron restaurar al déspota capturado y la aseguraron mediante la intercesión veneciana. Esaú regresó a Ioánina en 1400, recuperando el reino de Zenevisi. En 1402, Esaú se divorció de Irene Espata y se casó Jevdokija Balšić, la hermana de Constantino Balšić, un importante funcionario otomano en el norte de Albania. Después de la muerte de Buondelmonti (6 de febrero de 1411), su esposa Jevdokija trató de tomar el control de Ioánina, pero la ciudad la exilió y nombró al sobrino de Esaú, Carlo Tocco, como señor (que llegó el 1 de abril de 1411). 
En 1412 Mauricio Espata y Zenevisi (que era el líder de la tribu más poderosa próxima a Ioánina) formaron una alianza contra Carlo Tocco. Ellos ganaron una batalla en campo abierto contra Tocco en 1412, pero fueron incapaces de hacerse con Ioánina. Tocco confiaba en el apoyo de los griegos locales. En 1414, Mauricio Espata murió, y Zenevisi fue derrotado por los otomanos y huyó a la isla veneciana de Corfú donde murió en 1418.

## Consecuencias
En 1418 los otomanos, después de un prolongado asedio, tomaron Argirókastro. El hijo de Zenevisi, Topia Zenevisi, huyó a Corfú. Desembarcó nuevamente en el continente y puso sitio a Argirókastro en 1434, pero murió en una batalla con un ejército otomano de refuerzo en 1435.

## Matrimonio y descendencia
Juan se casó con una hija de Juan Spata, cuyo nombre se desconoce. Ellos tuvieron los siguientes hijos:
- Ana («Kyrianna»), señora de Grabossa; casada con Andrea III Musachi (fl. 1419).
- María, fallecida después de 1419; casada con Perotto d'Altavilla, barón de Corfú (1445).
- Topia Zenevisi («Depas», fallecido en 1435), señor de Argirókastro (1418-1434), depuesto por los otomanos.
- Hamza Zenevisi («Amos», fl. 1456-1460), un rehén político otomano, se convirtió al Islam y entró al servicio de los otomanos. En 1460 se convirtió en un sanjakbey del Sanjacado de Mezistre.
- Hasan Zenevisi, subaşi en Tetovo en 1455.